# 汽車に乗って
「汽車に乗って」（きしゃにのって）は、YUKIの17枚目（通算18作目）のシングル。

## 解説
- ビデオクリップ集「ユキビデオ2」に続いてリリースされたシングル作品。YUKIにとって2008年唯一のCDシングルとなった。タイトル曲を含む新曲2曲とそれぞれのインストゥルメンタルバージョンの計4曲を収録。
- ジャケットおよびPVではYUKIは近年のトレードマークであったショートボブのウイッグを着けず、地毛であるロングヘアで写っている。
- 初回限定盤はPV収録のDVDが付属する。YUKIのシングル作品にDVD付き初回限定盤が用意されたのは初めてのことである。
- リリースを記念して、発売前の4月14日（一部は4月15日）から一週間限定で全国の主要駅にYUKIの手書きメッセージ入りポスターの掲示していた。

## 収録曲
（全作詞：YUKI／作曲：大川カズト／編曲：YUKI、玉井健二、大川カズト）
1. 汽車に乗って
  - YUKIが20歳の頃に、故郷の函館から汽車で上京して来たときの思い出をもとにした楽曲（YUKI本人のメッセージによる）。マンドリンがフィーチャーされている。「自分の血となり肉となっている、大袈裟にいうと人生を歌に入れるということを、もう一度やってみようと思ったんです」と述べた[1]。
2. just life! all right!
  - タイトルは「たかが毎日、だけどそれこそが素晴らしいのだよ」という意味である[2]。歌詞中には、料理をイメージした様々な食材名が登場する。
3. 汽車に乗って -Instrumental-
4. just life! all right! -Instrumental-

## 収録アルバム
- うれしくって抱きあうよ（#1, #2）